# SkyTeam
SkyTeam er verdens næststørste alliance af flyselskaber efter Star Alliance og lidt større end alliancen Oneworld. 
SkyTeam består af Aeroflot, Aerolíneas Argentinas, Aeroméxico, Air Europa, Air France, China Airlines, China Eastern Airlines, Czech Airlines, Delta Air Lines, Garuda Indonesia, ITA Airways, Kenya Airways, KLM, Korean Air, Middle East Airlines, Scandinavian Airlines, Saudia, TAROM, Vietnam Airlines og XiamenAir. Aeroflot blev midlertidigt suspenderet i april 2022.
Dertil kommer en lang række affilierede selskaber samt selskaber, der har indledt forhandlinger om tilslutning til alliancen. Continental Airlines blev det første selskab der forlod alliancen, da de 27. oktober 2009 skiftede til Star Alliance.
Alliancen blev startet i 2000 af AeroMexico, Air France, Delta Air Lines og Korean Air. Formålet med alliancen er dels at kunne spare penge ved at kunne deles om betjening af visse flyruter (de såkaldte codeshare flights) samt om en række landbaserede services som for eksempel check-in samt deling af kontorbetjening, hvor et kontor betjener flere eller alle alliancens flyselskaber. Derudover er det et erklæret formål for flyselskaberne at sætte dem i stand til at give bedre service til deres passagerer, gøre billetbestilling lettere, dele bonusprogrammer med mere.